# Бонафеде, Леопольд Петрович
Леопольд Петрович Бонафеде (итал. Leopoldo Bonafede; 2 февраля 1833 — 6 (18) марта 1878) — химик-мозаичист и керамист. Вместе с братом, Джустининани (Юстинианом) Бонафеде, был приглашён в Петербург для работы в мозаичной мастерской при Академии художеств.

## Биография
Родился в Дзагароло 2 февраля 1833 года. Работал сначала в папской студии — вместе с братом занимался заменой живописи на мозаики в соборе Святого Петра; 12 ноября 1851 года русской миссией в Риме был заключен «контракт с итальянскими мозаичистами Жюстинианом и Леопольдом Бонафеде, по которому они обязались прослужить в России 4 года при императорском мозаическом заведении в должности химиков». Мозаичное отделение для приготовления смальты было открыто при Императорском стеклянном заводе в Санкт-Петербурге.
В 1852 году, когда его брат стал заведующим мозаичным отделением, Леопольд Бонафеде возглавил химическое производство, как по составлению стеклянных масс, так и по изготовлению мозаичных смальт. Приготовление эмалей и прозрачных хрустальных масс он довёл до уровня первоклассных заводов Европы.
В 1857 году он был приглашён, с сохранением прежней должности, химиком на Императорский стеклянный завод — сначала без жалованья, а с 1866 года — штатным главным техником и химиком завода. В отчётных рапортах директора Стеклянного завода постоянно указывались усовершенствования, которые сделал Бонафеде по стеклянному производству; им были открыты: способ изготовления авентурина, секрет приготовления которого был известен одним только венецианским мастерам; изобретение нового рода выпуклой эмали для украшения стеклянных изделий. Самым важным из его усовершенствований производства стало то, что он заменил старую рецептурную систему составления масс как для стекла, так и для смальт — атомическою, основанною не на весе и объёме составных частей, а на количестве долей кислорода.
В 1867 году он был командирован на Парижскую всемирную выставку, для установки двух больших мозаических образов. На выставке были показаны вещи, приготовленные из пурпурина, способ приготовления которого, потерянный со времени римлян, он вновь открыл. За свои изобретения и усовершенствования Бонафеде получил орден Почётного легиона и две медали.
В 1870 году изобрёл новый способ производства майолики; изготовленные на Стеклянном заводе майолики выставлялись на всероссийской мануфактурной выставке, по окончании которой он получил орден Св. Анны 2-й степени и подарок в 500 руб.
В 1872 году в течение 4 месяцев был на лечении в Мариенбаде. В 1873 году был командирован на Венскую всемирную выставку для ознакомления с усовершенствованиями по технике стеклянного производства и в 1874 году за участие в производстве изделий Стеклянного завода, находившихся на Венской всемирной выставке, получил орден Св. Владимира 4-й степени.
Был похоронен в Петербурге на Выборгском католическом кладбище; могила уничтожена.